# شهرستان تفتان
شهرستان تفتان یکی از شهرستان‌های استان سیستان و بلوچستان ایران است. مرکز این شهرستان، شهر نوک‌آباد است.
این شهرستان با مصوبهٔ هیئت دولت در تاریخ ۱۴ آذر ۱۳۹۸، با ارتقا بخش نوک‌آباد از توابع شهرستان خاش به شهرستان تبدیل شد.

## موقعیت جغرافیایی
شهرستان تفتان از شمال شرقی با شهرستان میرجاوه، از شمال غربی با شهرستان زاهدان، از غرب تا جنوب با شهرستان ایرانشهر و از جنوب شرقی تا شرق با شهرستان خاش همسایه است.

## تقسیمات کشوری
شهرستان تفتان دارای ۳ بخش، ۶ دهستان و ۱ شهر به شرح زیر است:

### شهرستان تفتان
| بخش     | مرکز بخش | جمعیت بخش ۱۳۹۵ | نام دهستان  | مرکز دهستان       | جمعیت دهستان ۱۳۹۵ | شهر              | جمعیت شهر ۱۳۹۵   |
| ------- | -------- | -------------- | ----------- | ----------------- | ----------------- | ---------------- | ---------------- |
| مرکزی   | دهپابید  | ۲۳٬۰۰۱ نفر     | تفتان جنوبی | تمندان            | ۱۱٬۷۲۵ نفر        | نوک‌آباد          | ۵٬۲۶۱ نفر        |
| مرکزی   | دهپابید  | ۲۳٬۰۰۱ نفر     | اسکل‌آباد    | اسکل‌آباد          | ۶٬۰۱۵ نفر         | نوک‌آباد          | ۵٬۲۶۱ نفر        |
| نازیل   | نازیل    | ۱۱٬۰۹۷ نفر     | نازیل       | بهرآباد           | ۶٬۸۳۸ نفر         | **************** | **************** |
| نازیل   | نازیل    | ۱۱٬۰۹۷ نفر     | چاه احمد    | چاه احمد          | ۴٬۲۵۹ نفر         | **************** | **************** |
| گوهرکوه | شیرآباد  | ۱۰٬۰۷۸ نفر     | گوهرکوه     | گوهرشهر چاه درختی | ۵٬۳۸۶ نفر         | **************** | **************** |
| گوهرکوه | شیرآباد  | ۱۰٬۰۷۸ نفر     | شیرآباد     | کاواری            | ۴٬۶۹۲ نفر         | **************** | **************** |

## جمعیت
براساس سرشماری عمومی نفوس و مسکن در سال ۱۳۹۵، جمعیت شهرستان تفتان برابر با ۴۴٬۱۷۶ نفر بوده است.